# Culex dohenyi
Culex dohenyi är en tvåvingeart som beskrevs av Charles L. Hogue 1975. Culex dohenyi ingår i släktet Culex och familjen stickmyggor.
Artens utbredningsområde är Cocosön. Inga underarter finns listade i Catalogue of Life.